# Trận chiến mũi Esperance
Hải chiến mũi Esperance hay theo Nhật Bản gọi là Savo-tō Oki Kaisen (サボ島沖海戦, サボとうおきかいせん) diễn ra từ ngày 11 đến ngày 12 tháng 10 năm 1942, là một trong nhiều trận hải chiến giữa hải quân đế quốc Nhật Bản và quân Đồng Minh (chủ yếu là Hoa Kỳ) tại mặt trận Thái Bình Dương trong chiến tranh thế giới thứ hai. Đây là trận thứ ba trong năm trận hải chiến lớn trong suốt chiến dịch Guadalcanal kéo dài nhiều tháng tại quần đảo Solomon. Nó đã diễn ra tại lối vào eo biển giữa đảo Savo và Guadalcanal.
Trong đêm 11 tháng 10 năm 1942 lực lượng hải quân Nhật Bản dưới sự chỉ huy của Mikawa Gunichi đã gửi một lượng quân nhu và quân tiếp viện lớn cho lực lượng của họ tại Guadalcanal. Một đội tàu với hai tàu phóng thủy phi cơ và sáu khu trục hạm dưới sự chỉ huy của chuẩn đô đốc Jojima Takatsugu được thành lập. Cùng lúc đó nhưng trong diễn biến khác ba tuần dương hạm hạng nặng và hai khu trục hạm dưới sự chỉ huy của chuẩn đô đốc Gotō Aritomo được lệnh đi đến và pháo kích sân bay của quân Đồng Minh tại Guadalcanal (là Henderson Field theo tên của quân Đồng Minh), với mục đích phá hủy máy bay của quân Đồng Minh và hạ tầng của sân bay.
Ít lâu trước nửa đêm ngày 11 tháng 10 một hạm đội gồm bốn tuần dương hạm và năm khu trục hạm dưới sự chỉ huy của chuẩn đô đốc Norman Scott đã đánh chặn hạm đội của Gotō tại đảo Savo gần Guadalcanal. Gây bất ngờ cho hạm đội Nhật Bản, hạm đội của Scott đã đánh chìm được một tuần dương hạm và một khu trục hạm cùng làm hư hại nặng một khu trục hạm khác trong hạm đội của Gotō, khiến Gotō bị thương nặng, buộc các tàu còn lại phải bỏ nhiệm vụ bắn phá và rút lui. Khi đấu pháo một khu trục hạm trong hạm đội của Scott bị chìm, một tàu tuần dương và một tàu khu trục khác bị hư hại nặng. Khi đó đoàn tàu vận tải của Nhật Bản đã hoàn thành nhiệm vụ tiếp viện tại Guadalcanal và bắt đầu quay về mà không phát hiện ra đoàn tàu của Scott. Sáng ngày 12 tháng 10 hai khu trục hạm trong đoàn tàu vận tải đã quay trở lại để giúp các tàu bị hư hại trong hạm đội của Gotō. Hai chiếc tàu này đã bị không kích bởi các máy bay từ Henderson Field và chìm trong cuối ngày hôm đó.
Mặc dù Hoa Kỳ chiến thắng nhưng trận chiến này có rất ít tầm quan trọng trong chiến lược. Chỉ hai đêm sau, Henderson Field gần như bị phá hủy hoàn toàn do bị tàu chiến Nhật Bản pháo kích và thêm nhiều quân tiếp viện của Nhật Bản đã đến đảo.

## Bối cảnh

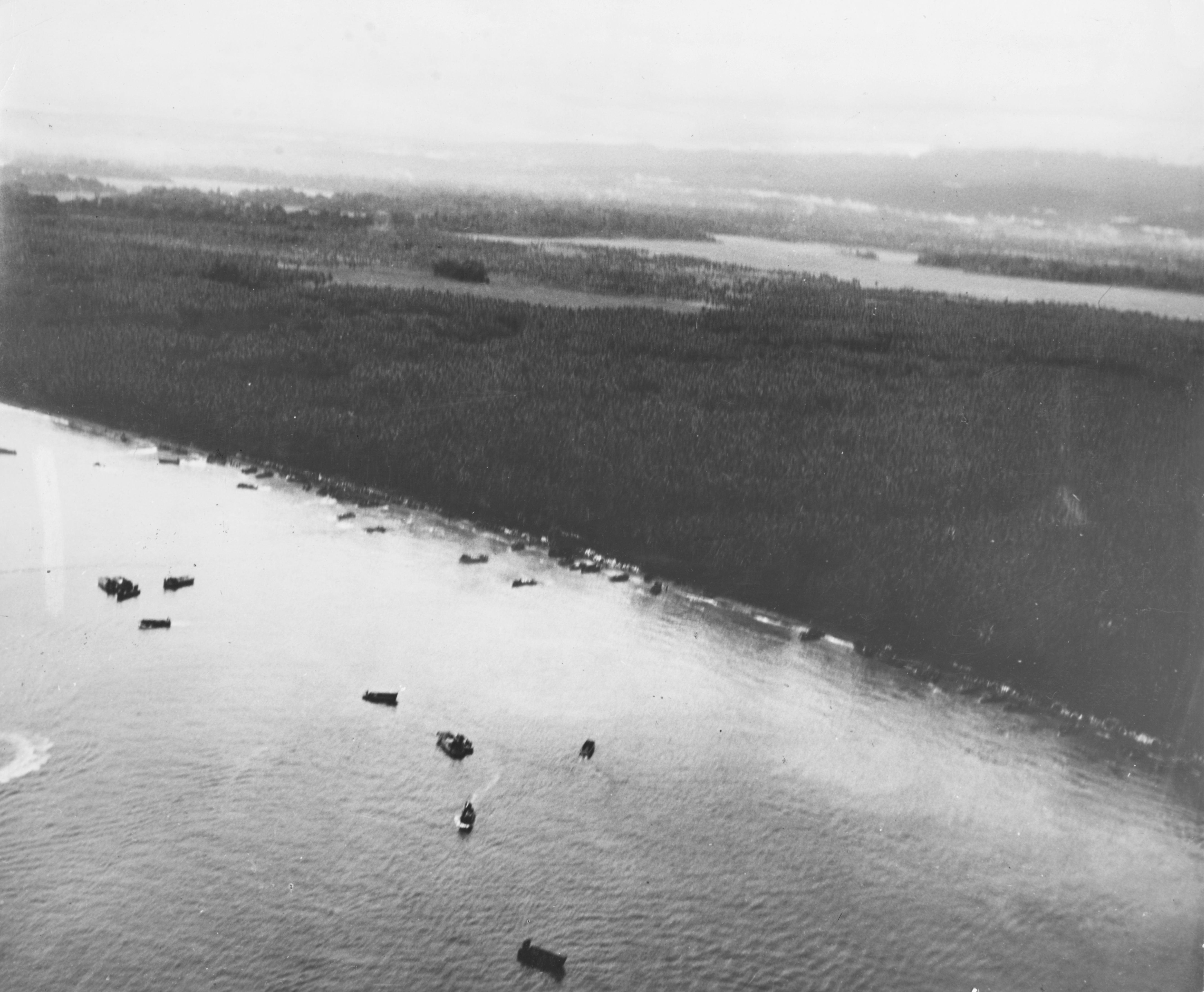
Hoa Kỳ đổ bộ lên Guadalcanal

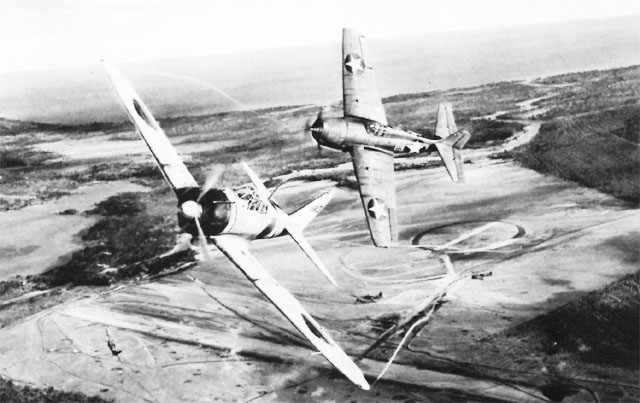
Không chiến giữa hai chiếc Wildcat Hoa Kỳ và Zero Nhật Bản tại Henderson Field

Trong sáu tháng của chiến dịch Guadalcanal bắt đầu từ ngày 07 tháng 8 năm 1942, khi lực lượng Đồng Minh đổ bộ lên các đảo Guadalcanal, Tulagi và Florida trong quần đảo Solomon vốn là thuộc địa của Anh. Việc đổ bộ là nhằm ngăn chặn việc Nhật Bản sử dụng các đảo trên làm căn cứ đe dọa đến con đường vận chuyển giữa Hoa Kỳ và Úc; và sử dụng các đảo này làm điểm tựa để mở một chiến dịch đánh chiếm lại toàn bộ quần đảo Solomon cũng như để cô lập hay đánh chiếm căn cứ lớn Nhật Bản tại Rabaul trong khi vẫn cung cấp hỗ trợ cho quân Đồng Minh trong chiến dịch New Guinea. Nhật Bản đã đánh chiếm Tulagi tháng 5 năm 1942 và bắt đầu xây dựng một căn cứ không quân trên đảo Guadalcanal vào tháng 6 năm 1942.
Tấn công bất ngờ, vào lúc hoàng hôn ngày 08 tháng 8, 11.000 lính của lực lượng quân Đồng Minh đã kiểm soát được Tulagi, các đảo lân cận, và một sân bay đang được xây dựng của Nhật Bản tại Lunga Point sau này được gọi là Henderson Field. Lực lượng không quân được cử đến Henderson Field được gọi là "Không lực Xương Rồng" (Cactus Air Force) theo tên mã mà quân Đồng Minh đặt cho Guadalcanal. Để bảo vệ sân bay, lính thủy đánh bộ Hoa Kỳ đã thiết lập một vành đai phòng thủ quanh Lunga Point. Quân tiếp viện được chở đến hai tháng sau đó tăng số lính của Hoa Kỳ tại Lunga Point lên 20.000 người.
Để đối phó, Bộ Tổng chỉ huy của Nhật Bản đã giao nhiệm vụ cho Tập đoàn quân 17, một đơn vị cỡ quân đoàn đang đóng tại Rabaul dưới sự chỉ huy của trung tướng Hyakutake Harukichi, đánh chiếm lại Guadalcanal. Các đơn vị của Tập đoàn quân 17 bắt đầu di chuyển tới Guadalcanal vào ngày 19 tháng 8 để đánh bật lực lượng Đồng Minh ra khỏi đảo.
Bị đe dọa bởi máy bay CAF xuất phát từ Henderson Field, Nhật Bản không thể sử dụng các tàu vận tải lớn và chậm để chuyển quân cùng quân nhu đến đảo. Thay vào đó họ sử dụng các tàu chiến đóng tại Rabaul và quần đảo Shortland. Các tàu chiến của Nhật Bản, chủ yếu là các tuần dương hạm hạng nhẹ và khu trục hạm từ Hạm đội 8 dưới sự chỉ huy của Phó Đô đốc Mikawa Gunichi, thường có thể thực hiện chuyến đi dọc theo "Cái khe" eo biển New Georgia đến Guadalcanal và quay trở về chỉ trong một đêm, thời điểm mà phi đội Đồng Minh không thể hoạt động. Việc chuyển quân theo cách này lại không thể mang nhiều lính cùng quân nhu cũng như hầu hết các khí tài quân sự hạng nặng ví dụ như pháo hạng nặng, phương tiện cơ giới hay một lượng lớn lương thực và đạn dược đến Guadalcanal. Quân Đồng Minh đã gọi các tàu chiến tốc độ cao xuất hiện tới lui đến Guadalcanal trong suốt chiến dịch là Tốc hành Tokyo (Tokyo Express) còn Nhật Bản thì gọi chúng là "Chuyên chở chuột" Nezumi Yusō (鼠輸送).

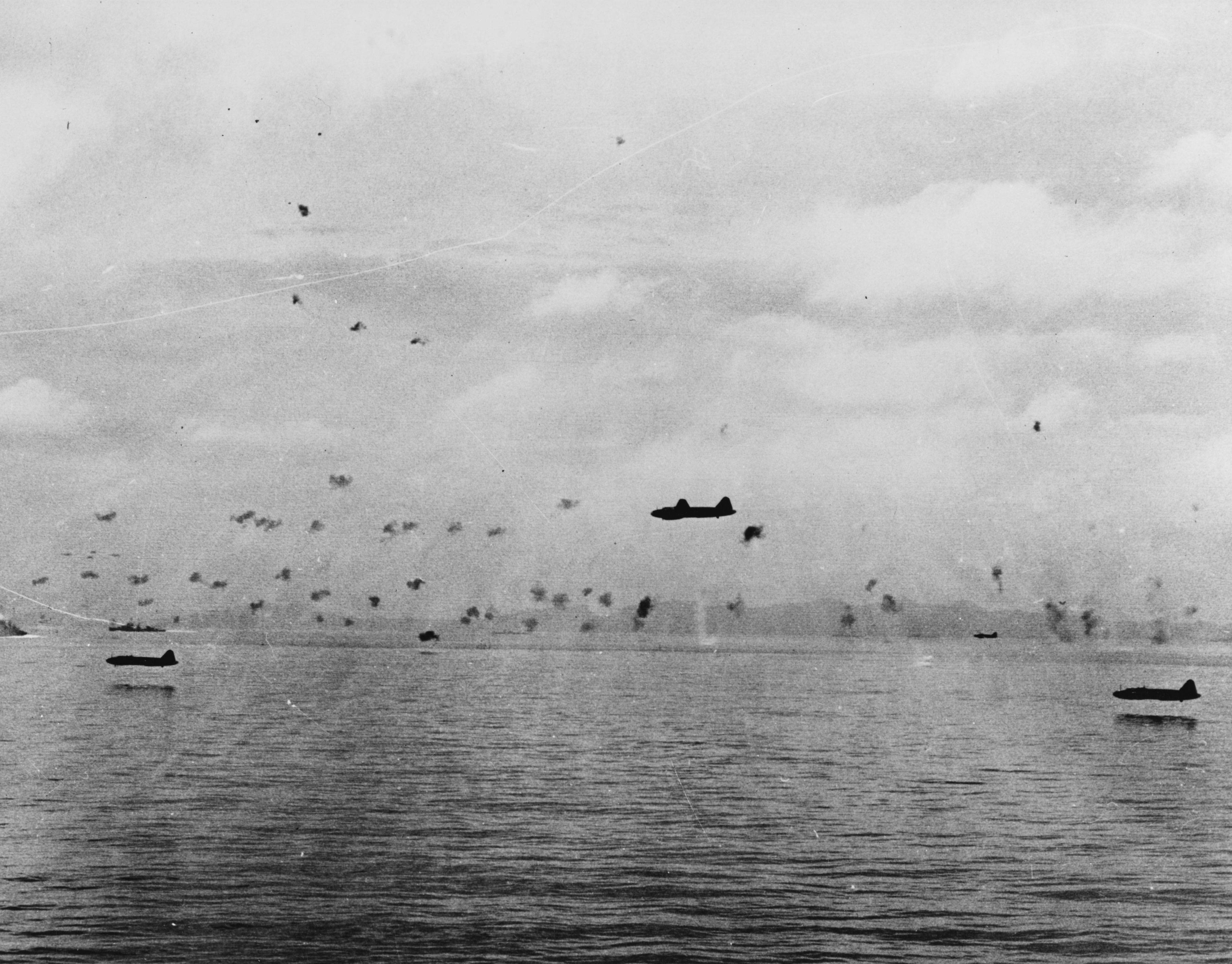
Các máy bay ném ngư lôi Nhật Bản tấn công các tàu vận tải

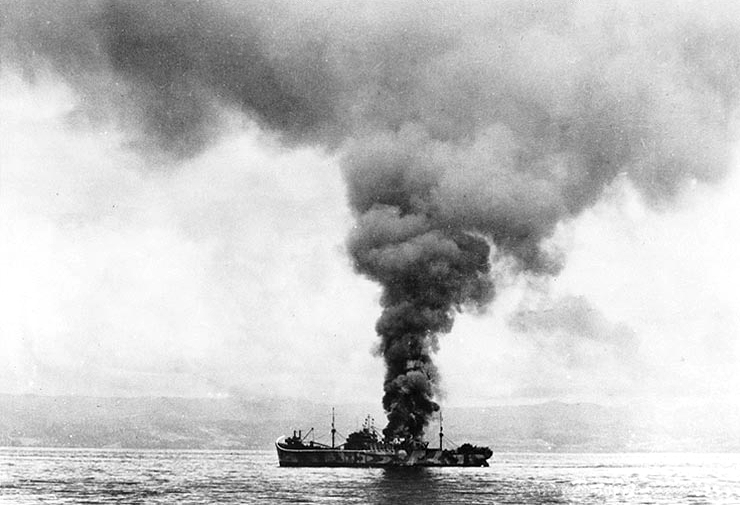
Chiếc USS George F. Elliott bị bốc cháy sau khi bị không kích

Do được đào tạo rất kỹ khả năng tác chiến và hoạt động trong đêm từ trước chiến tranh nên Nhật Bản vẫn giữ quyền kiểm soát các vùng biển xung quanh quần đảo Solomon trong đêm và rút đi khi gần sáng. Tất cả các tàu Nhật Bản còn ở gần Henderson Field trong phạm vi 200 đặm (170 hải lý; 320 km) có thể bị không kích vào ban ngày. Tình trạng này tồn tại nhiều tháng. Việc các hạm đội của các bên thay nhau kiểm soát vùng biển theo thời gian mọc và lặn của mặt trời là điểm đặc trưng của chiến dịch Guadalcanal..
Nỗ lực đầu tiên của phía Nhật Bản nhằm tái chiếm sân bay Henderson bị thất bại khi một lực lượng 917 người bị đánh bại vào ngày 21 tháng 8 trong Trận Tenaru. Cố gắng tiếp theo từ ngày 12 đến ngày 14 tháng 9 kết thúc với việc 6.000 binh lính dưới quyền chỉ huy của Thiếu tướng Kiyotake Kawaguchi bị đánh bại trong Trận chiến đồi Edson.
Tiếp theo đó Nhật Bản dự định đánh chiếm lại Henderson Field với việc đưa hai quân đoàn thứ 2 và thứ 38 với tổng cộng 17.500 quân từ Đông Ấn Hà Lan đến Rabaul để chuẩn bị cho việc đổ bộ và tái chiếm Guadalcanal vào ngày 20 tháng 10. Từ ngày 14 tháng 9 đến ngày 9 tháng 10 nhiều chuyến tàu Tốc hành Tokyo đã chở quân đoàn 2 cùng tướng Hyakutake đến Guadalcanal. Tham gia việc vận chuyển ngoài các tuần dương hạm và khu trục hạm còn có tàu phóng thủy phi cơ Nisshin, chuyên chở những khí tài hạng nặng, xe cơ giới và pháo hạng nặng mà các tàu khác không vận chuyển được vì không đủ chỗ chứa. Hải quân Nhật Bản hứa sẽ hỗ trợ kế hoạch tấn công của quân đội bằng cách cung cấp một số lượng quân, trang thiết bị và quân nhu cần thiết đến đảo cũng như đẩy mạnh các cuộc không kích và gửi thêm tàu chiến để bắn phá sân bay tại Henderson Field.
Trong khi đó thiếu tướng Millard F. Harmon chỉ huy của lực lượng quân đội Hoa Kỳ ở Nam Thái Bình Dương đã thuyết phục tổng chỉ huy các lực lượng Đồng Minh ở Nam Thái Bình Dương là Robert L. Ghormley về việc lực lượng thủy quân lục chiến trên Guadalcanal cần được tiếp viện ngay lập tức để bảo vệ Guadalcanal khỏi các cuộc tấn công tiếp theo của Nhật Bản. Kết quả ngày 8 tháng 10, 2.837 quân từ sư đoàn bộ binh thứ 164 đã lên tàu tại New Caledonia cho chuyến đi với kế hoạch sẽ đến Guadalcanal vào ngày 13 tháng 10.
Để bảo vệ đoàn tàu vận tải chở sư đoàn bộ binh thứ 164, Ghormley ra lệnh cho hạm đội đặc nhiệm 64 gồm bốn tuần dương hạm San Francisco, Boise, Salt Lake City và Helena cùng năm khu trục hạm Farenholt, Duncan, Buchanan, McCalla và Laffey, dưới sự chỉ huy của chuẩn Đô đốc Norman Scott bảo vệ và đánh chặn bất kỳ tàu Nhật Bản nào đến gần đoàn tàu vận tải. Scott đã diễn tập một trận hải chiến ban đêm với hạm đội của mình vào ngày 08 tháng 10, sau đó lên đường đến thả neo ở phía Nam đảo Guadalcanal gần đảo Rennell vào ngày 09 tháng 10 để chờ theo dõi xem nếu có bất kỳ hoạt động nào của hải quân Nhật Bản trong vùng biển phía Nam quần đảo Solomon.
Tiếp tục với việc chuẩn bị cho cuộc tấn công trong tháng 10, các thành viên trong hạm đội tám của phó đô đốc Nhật Bản Mikawa Gunichi có trụ sở chính tại Rabaul, đã lên kế hoạch cho một đợt chuyển tải tốc hành lớn và quan trọng trong đêm 11 tháng 10. Chiếc Nisshin sẽ tham gia cùng chiếc Chitose chuyển 768 lính, bốn lựu pháo, hai pháo dã chiến, một súng phòng không cùng một lượng lớn đạn dược và các trang thiết bị khác từ căn cứ hải quân Nhật Bản tại quần đảo Shortland, Buin và Bougainville đến Guadalcanal. Sáu khu trục hạm với trong số đó chở lính sẽ hỗ trợ hai chiếc Nisshin và Chitose. Đoàn tàu vận tải này được chỉ huy bởi chuẩn đô đốc Jojima Takatsugu. Trong một diễn biến khác cùng thời điểm thì ba tuần dương hạm Aoba, Kinugasa và Furutaka đưới sự chỉ huy của chuẩn đô đốc Gotō Aritomo được lệnh pháo kích Henderson Field bằng đạn nổ đặc biệt với mục tiêu phá hủy các máy bay cùng các cơ sở hạ tầng sân bay, hai khu trục hạm Fubuki và Hatsuyuki được cử đi hỗ trợ các tuần dương hạm này. Mặc dù Hoa Kỳ luôn cố gắng ngăn chặn các đoàn tàu vận tải tốc hành của Nhật Bản nhưng Nhật Bản không hề nghĩ sẽ chạm trán với hải quân Hoa Kỳ đêm đó.

## Diễn biến

### Mở đầu

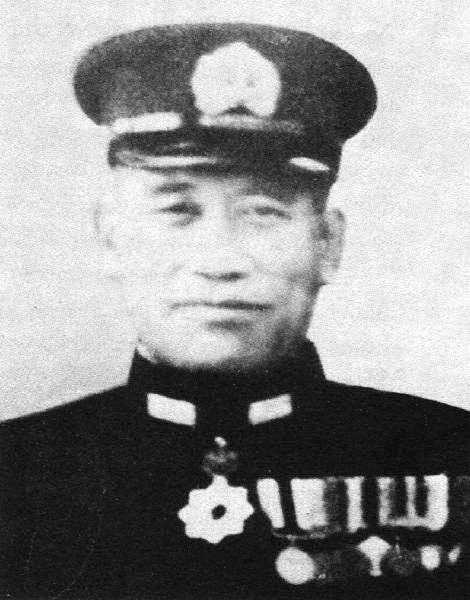
Chuẩn đô đốc Gotō Aritomo

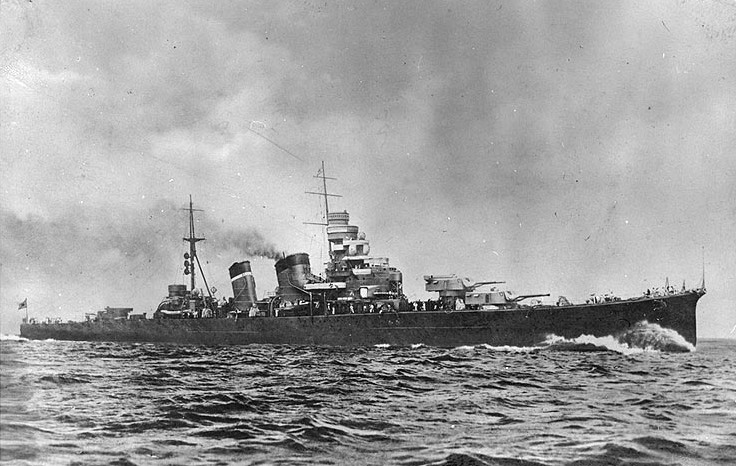
Soái hạm Nhật Bản Aoba

Vào lúc 08:00 ngày 11 tháng 10 đội tàu vận tải tiếp viện của Nhật Bản xuất phát từ nơi thả neo là quần đảo Shortland để bắt đầu chuyến hải trình 220 hải lý (400 km) để đến vùng biển New Georgia Sound. Sáu khu trục hạm theo hộ tống cho hai chiếc Nisshin và Chitose là Asagumo, Natsugumo, Yamagumo, Shirayuki, Murakumo và Akizuki. Đoàn tàu pháo kích của Gotō cũng bắt đầu lên đường từ quần đảo Shortland đến Guadalcanal vào 14:00 cùng ngày.
Để bảo vệ đoàn tàu vận tải đang đến Guadalcanal khỏi sự không kích từ Henderson Field thì lực lượng không quân thứ 11 từ Rabaul, Kavieng và Buin đã dự định mở hai cuộc không kích xuống Henderson Field vào ngày 11 tháng 10. Đợt thứ nhất gồm 17 máy bay tiêm kích Mitsubishi A6M Zero đã bay đến Henderson Field vào lúc quá trưa để dọn đường cho máy bay ném bom nhưng không gặp bất kỳ máy bay nào của quân Đồng Minh. Đợt thứ hai 45 phút sau gồm 42 chiếc máy bay ném bom Mitsubishi G4M và 30 chiếc Zero tiến đến Henderson Field. Một cuộc không chiến đã diễn ra giữa Nhật Bản và quân Đồng Minh, một chiếc G4M của Nhật và hai tiêm kích của quân Đồng Minh bị bắn hạ. Mặc dù cuộc không kích của Nhật Bản không gây thiệt hại đáng kể nhưng nó đã làm cho không lực của quân Đồng Minh trên Henderson Field không thể tấn công đoàn tàu vận tải. Khi đoàn tàu vận tải của Nhật Bản đi vào vùng biển New Georgia Sound thì lực lượng không quân thứ 11 từ Buin đã bay đến để hộ tống. Vì tầm quan trọng của đoàn tàu vận tải này mà tất cả các máy bay hộ tống được lệnh bảo vệ đoàn tàu cho đến tối sau đó hạ cánh xuống nước và các khu trục hạm sẽ vớt các phi công lên sau khi xong nhiệm vụ.
Máy bay trinh sát của quân Đồng Minh đã phát hiện đoàn tàu vận tải của Jojima cách Guadalcanal 180 hải lý (340 km) giữa Kolombangara và Choiseul tại vùng biển New Georgia Sound vào lúc 14:45 và báo về là nhìn thấy hai tuần dương hạm và sáu khu trục hạm. Trong khi đó hạm đội của Gotō vẫn chưa bị phát hiện. Nhận được thông báo, hạm đội của Scott đã tiến đến Guadalcanal vào lúc 16:07 để đánh chặn.

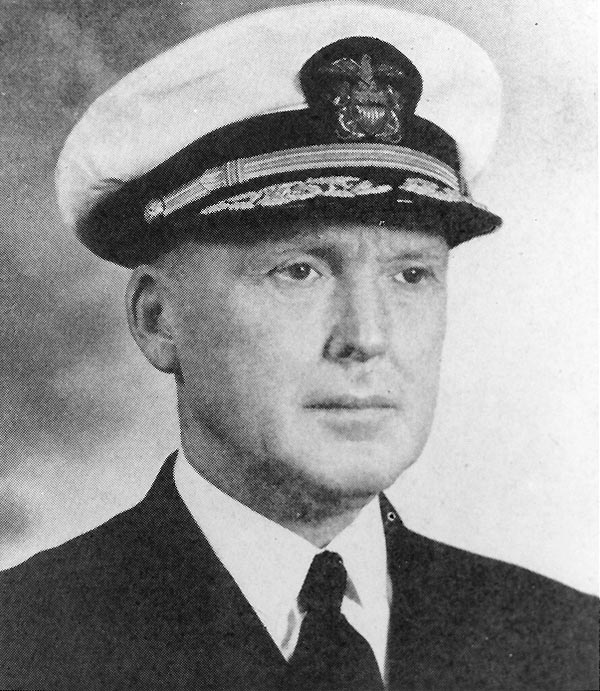
Chuẩn đô đốc Norman Scott

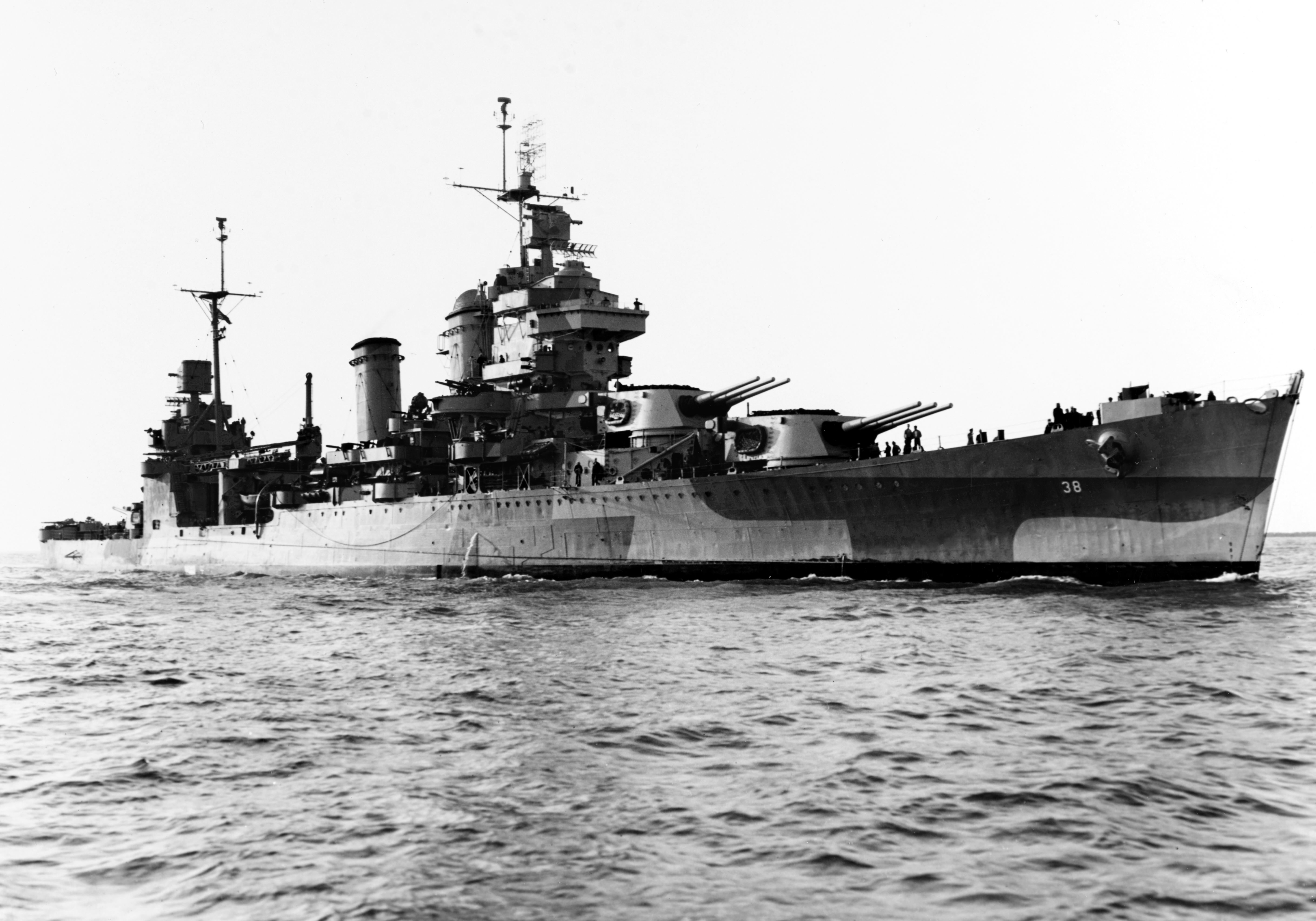
Soái hạm Hoa Kỳ San Francisco

Cho đến thời điểm đó quân Đồng Minh đã thua mọi cuộc hải chiến với Nhật Bản vào ban đêm, 8 tuần dương hạm và 3 khu trục hạm đã bị đánh chìm mà chưa hề đánh đắm được một tàu chiến của Nhật Bản. Nhận thức được lợi thế của Nhật Bản trong các cuộc hải chiến trong đêm Scott đã nghĩ ra một kế hoạch tác chiến cho cuộc dối đầu dự kiến sắp diễn ra. Các tàu của ông sẽ xếp thành hai hàng với hàng đầu là các khu trục hạm và hàng sau là các tuần dương hạm. Các khu trục hạm sẽ phát hiện các mục tiêu bằng các đèn pha dò tìm và phóng ngư lôi vào chúng trong khi các tuần dương hạm phía sau sẽ bắn vào mục tiêu bị rọi sáng mà không cần chờ lệnh. Các thủy phi cơ của các tuần dương hạm sẽ bay lên phía trước để tìm và thả pháo sáng trên các tàu Nhật Bản. Ngoài ra hai chiếc Helena và Boise còn được trang bị một hệ thống ra đa tiên tiến mới, Scott đã chọn chiếc San Francisco làm soái hạm cho mình.
Vào lúc 22:00 hạm đội của Scott đã đến gần Cape Hunter ở phía Tây Bắc đảo Guadalcanal, ba tuần dương hạm trong hạm đội Scott đã phóng thủy phi cơ, một chiếc bị rơi khi cất cánh hai chiếc còn lại bay tuần xung quanh đảo Savo, Guadalcanal và vùng Ironbottom Sound. Khi các thủy phi cơ của quân Đồng Minh được phóng lên cũng là lúc đoàn tàu vận tải Nhật Bản của Jojima đã đi qua phía sau vùng núi phía Tây Bắc trên đảo Guadalcanal nên hai hạm đội này không thấy nhau. Vào lúc 22:20 đoàn tàu vận tải đã diện đàm cho hạm đội của Gotō là không thấy dấu hiệu của hạm đội quân Đồng Minh. Sau đó khi hạm đội của Jojima nghe tiếng thủy phi cơ thì lại không thể liên lạc được với hạm đội của Gotō.
Vào lúc 22:33 ngay sau khi vừa qua khỏi mũi Esperance, hạm đội của Scott đã xếp thành đội hình chiến đấu. Hàng đầu gồm có các chiếcFarenholt, Duncan và Laffey theo sau bởi San Francisco, Boise, Salt Lake City và Helena. Buchanan và McCalla đi hàng cuối. Khoảng cách giữa các tàu vào khoảng 500 đến 700 yd (460 đến 640 m). Tầm nhìn khá hẹp do mặt trăng đã bị che khuất không tảo sáng xung quanh cũng như không thể thấy đường chân trời.
Hạm đội của Gotō thì sau khi vừa đi qua nhiều vùng giông với vận tốc 30 kn (56 km/h). Chiếc soái hạm của Gotō là Aoba dẫn đầu hạm đội Nhật Bản sau đó là chiếc Furutaka và Kinugasa. Chiếc Fubuki chạy song song chiếc Aoba và chiếc Hatsuyuki chạy ở cuối hạm đội. Vào lúc 23:30 hạm đội của Gotō lại đi vào vùng giông khác và bắt đầu xuất hiện trên ra đa của hai chiếc Helena và Salt Lake City. Tuy nhiên hạm đội của Nhật Bản lại không có ra đa nên chưa phát hiện ra sự có mặt của hạm đội quân Đồng Minh.

### Diễn biến

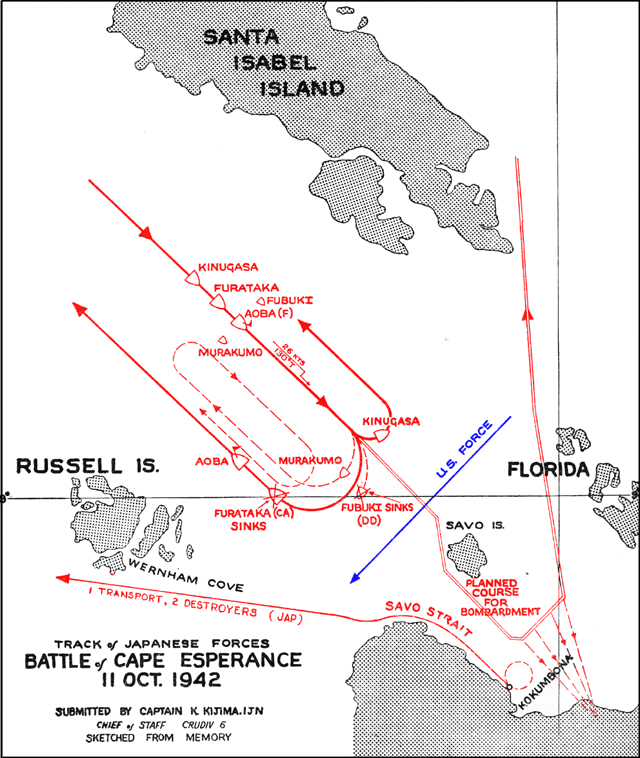
Sơ đồ đường đi của hai hạm đội Gotō và Scott

Vào lúc 23:00, các thủy phi cơ đã nhìn thấy đoàn tàu vận tải của Jojima ngoài khơi Guadalcanal sau đó báo cáo lại cho Scott. Scott tin rằng đoàn tàu này của Nhật Bản khác vẫn đang di chuyển nên vẫn tiếp tục đi xuống phía Tây đảo Savo. Vào lúc 23:33, Scott ra lệnh đội hình quay phía Tây Nam tiến về tọa độ 230°. Tất cả các tàu trong hạm đội của Scott đã di chuyển xếp lại đội hình trừ tàu của Scott vẫn giữ nguyên vị trí trong đội hình.
Vào lúc 23:32, ra đa trên chiếc Helena phát hiện ra các tàu chiến của Nhật Bản trong khoảng cách 27.700 yd (25.300 m). Vào lúc 23:35, ra đa trên chiếc Boise và Duncan cũng bắt đầu thấy hạm đội của Gotō. Vào khoảng 23:42 đến 23:44, Helena và Boise đã báo cáo việc phát hiện các tàu trên ra đa cho Scott nhưng lúc đó ông nghĩ rằng đó là ba chiếc khu trục hạm bị lệch khỏi đội hình khi quay đầu lại. Scott đã điện đàm cho chiếc Farenholt để thúc việc xếp lại đội hình. Farenholt đã trả lời lại là đang cố gắng để xếp song song bên phía mạn phải với các tàu càng khiến Scott nghĩ các tàu xuất hiện trên ra đa là tàu của mình.
Vào lúc 23:45, hai chiếc Farenholt và Laffey vẫn chưa phát hiện ra hạm đội của Gotō và tăng tốc để xếp lại đội hình. Thủy thủ đoàn của chiếc Duncan thì lại nghĩ Farenholt và Laffey tăng tốc để nghênh chiến với hạm đội Nhật Bản nên cũng đã tăng tốc để chuẩn bị phóng ngư lôi vào hạm đội Nhật Bản mà không thông báo với Scott về hành động này. Ra đa trên chiếc San Francisco cũng đã phát hiện ra hạm đội Nhật Bản nhưng không thông báo với Scott. Vào lúc 23:45, hạm đội của Gotō chỉ cách hạm đội của Scott khoảng 5.000 yd (4.600 m) và có thể nhìn thấy được từ bên ngoài chiếc Helena và Salt Lake City. Đội hình của Scott đang ở trong vị trí có thể đánh thọc sườn hạm đội Nhật Bản tạo ra một lợi thế lớn về chiến thuật. Vào lúc 23:46, chiếc Helena vẫn nghĩ Scott đã phát hiện ra sự xuất hiện của hạm đội Nhật Bản, chiếc Helena đã điện đàm cho Scott với câu "Interrogatory Roger" (có nghĩa là "Chúng tôi được tự do hành động chứ?"), Scott đã trả lời "Roger" với ý định để nói là đã nhận được tin nhắn chứ không hề nghĩ là ông đang ra lệnh tấn công. Với từ "Roger" điện trả lại Helena nghĩ mình đã nhận được lệnh tấn công và bắt đầu nã pháo vào hạm đội Nhật Bản, hai chếc Boise và Salt Lake City làm theo sau gây bất ngờ cho Scott và chiếc San Francisco.

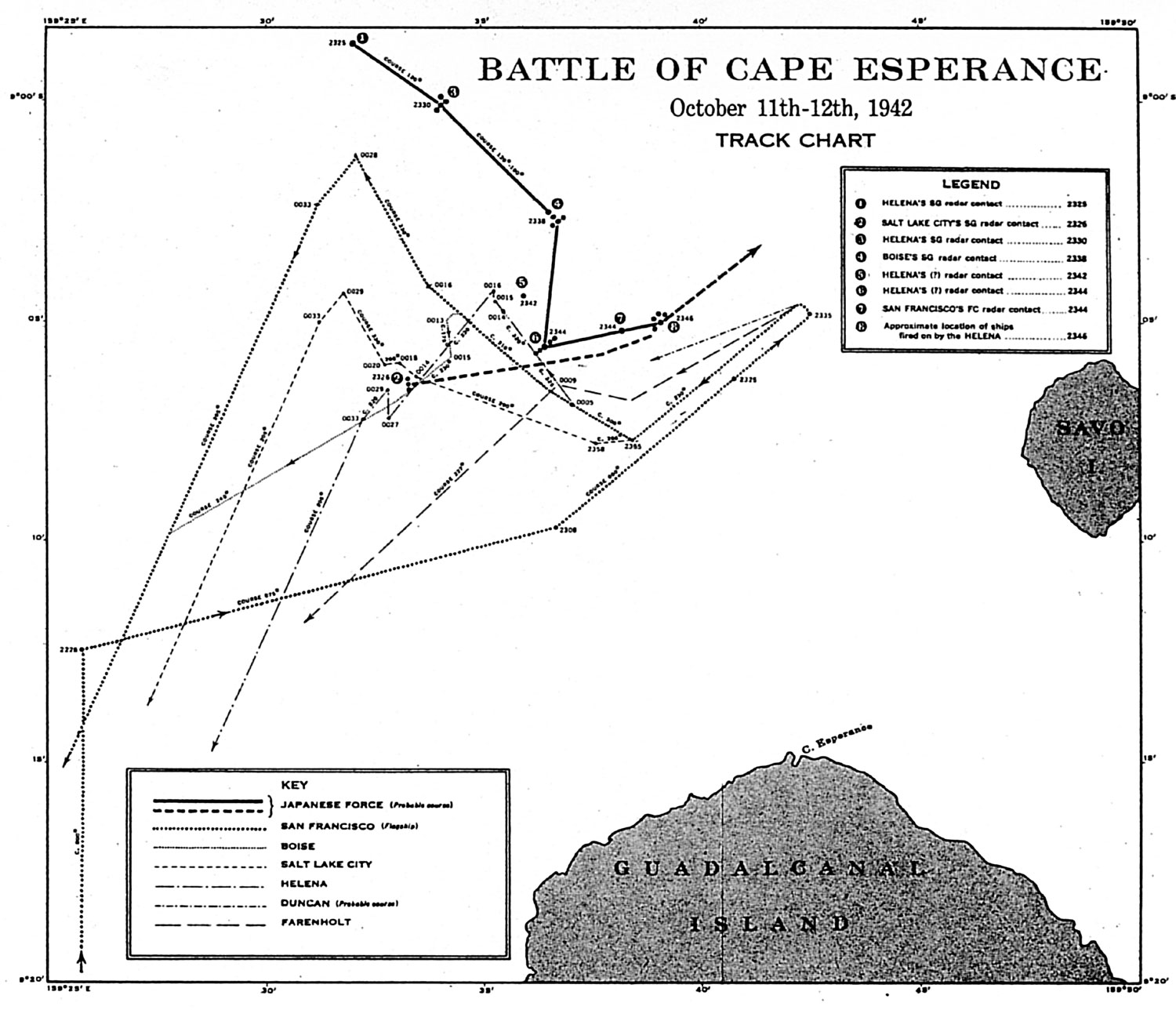
Sơ đồ tác chiến của hai hạm đội Gotō và Scott

Hạm đội của Gotō hoàn toàn bị bất ngờ. Vào lúc 23:43, các hoa tiêu nhìn trong đêm của chiếc Aoba đã nhìn thấy hạm đội của Scott, nhưng Gotō lại nghĩ rằng đó là đoàn tàu của Jojima. Hai phút sau các hoa tiêu nhìn trong đêm của chiếc Aoba đã xác định đó là tàu của Hoa Kỳ nhưng Gotō vẫn hoài nghi và ra lệnh cho chiếu đèn pha dò tìm vào các tàu đó để xác định. Thủy thủ trên chiếc Aoba làm theo lệnh của Gotō, ngay sau đó các tàu Hoa Kỳ đã quay ngang qua và bắn toàn bộ pháo của mình vào cấu trúc thượng tầng của chiếc Aoba. Chiếc Aoba bị trúng 40 phát từ Helena, Salt Lake City, San Francisco, Farenholt và Laffey. Các loạt pháo đã khiến hệ thống liên lạc trên chiếc Aoba bị hỏng nặng và phá hủy hai tháp pháo chính cũng như khẩu súng dự phòng chính. Vài viên pháo cỡ lớn đã đâm xuyên qua tháp điều khiển của chiếc Aoba nhưng không phát nổ, dù vậy sức mạnh của chúng vẫn giết chết nhiều người và làm Gotō bị thương nặng.
Scott vẫn chưa chắc chắn được tàu của mình đang bắn vào ai và sợ rằng các tàu của mình đang bắn lẫn nhau vì thế ông đã ra lệnh ngưng bắn lúc 23:47 nhưng ít tàu làm theo vì nó bị át bởi tiếng pháo. Scott đã ra lệnh cho chiếc Farenholt phát đèn tín hiệu nhận dạng của mình, khi thấy chiếc Farenholt đang ở gần đội hình của mình Scott đã ra lệnh tiếp tục bắn vào lúc 23:51.

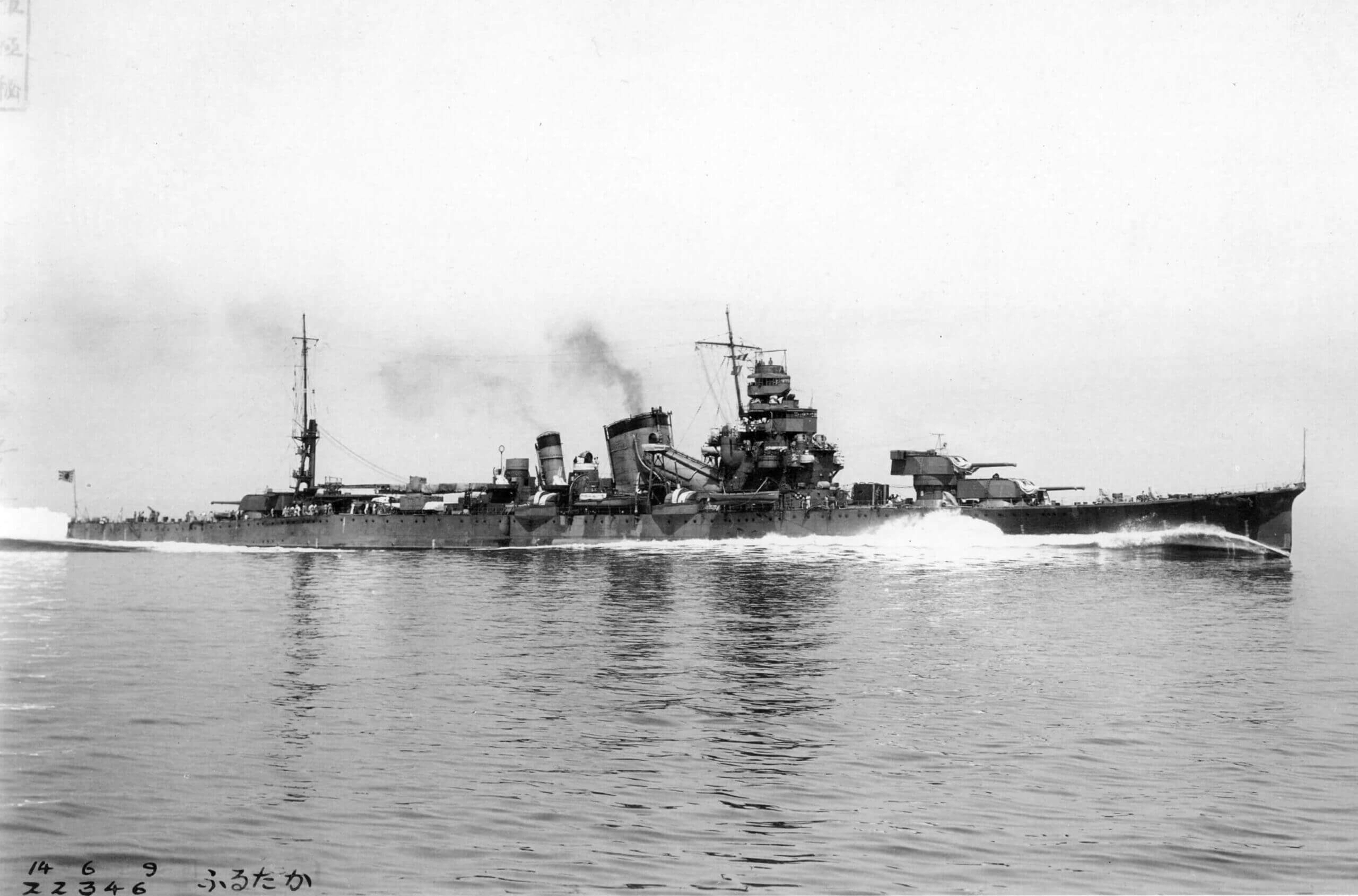
Tuần dương hạm Furutaka

Chiếc Aoba tiếp tục bị pháo kích đã quay mũi tàu về phía mạn phải né khỏi hạm đội của Scott và tạo ra một làn khói đặc khiến hạm đội của Scott nghĩ nó đang bị chìm. Các tàu của Scott chuyển mục tiêu sang chiếc Furutaka chạy ngay sau chiếc Aoba. Vào lúc 23:49 chiếc Furutaka đã bị trúng đạn vào ống phóng ngư lôi khiến nó nổ tung tạo ra một đám lửa lớn thu hút sự chú ý khiến nó bị bắn nhiều hơn. Vào lúc 23:58 chiếc Buchanan đã phóng ngư lôi trúng phòng máy phía sau của chiếc Furutaka khiến nó hư hỏng nặng. Trong khi đó chiếc San Francisco và Boise đã nhìn thấy chiếc Fubuki ở khoảng cách 1.400 yd (1.300 m) và bắt đầu nã pháo vào nó theo sau là hầu hết hạm đội của Scott. Bị hỏng nặng chiếc Fubuki bắt đầu bị chìm. Hai chiếc Kinugasa và Hatsuyuki thì chạy thụt lùi ra khỏi vùng chiến sự chứ không quay mũi tàu lại để tránh không gây chú ý cho hạm đội Scott.

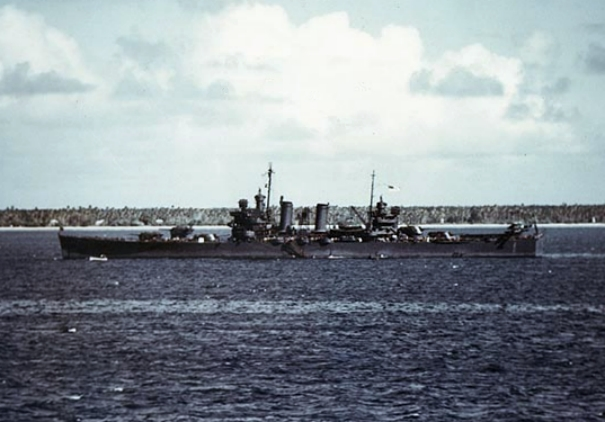
Tuần dương hạm Boise

Trong khi đấu pháo chiếc Farenholt cũng bị trúng vài phát từ cả tàu Nhật Bản và Hoa Kỳ khiến vài người bị chết. Nó trốn khỏi các làn đạn bằng cách chạy lên phía trước chiếc San Francisco và đến vùng không có bắn nhau trong hạm đội của Scott. Chiếc Duncan với dự định phóng ngư lôi vào hạm đội Nhật Bản đã bị kẹt giữa hai làn đạn, bị trúng đạn ở cả hai bên khiến nó bốc cháy dữ dội và buộc phải vòng lại để tránh bị pháo kích tiếp.
Khi các tàu trong hạm đội của Gotō cố gắng rút ra khỏi trận chiến thì hạm đội của Scott xếp lại đội hình và đuổi theo các tàu của Nhật Bản. Vào lúc 00:06, hai ngư lôi của chiếc Kinugasa suýt đâm trúng chiếc Boise. Chiếc Boise và Salt Lake City bật đèn pha dò tìm của mình để tìm mục tiêu khiến chúng trở thành mục tiêu dễ xác định cho các khẩu pháo trên chiếc Kinugasa vào lúc 00:10 hai quả pháo từ chiếc Kinugasa đâm thẳng vào kho chứa đạn trên chiếc Boise tại vị trí giữa tháp pháo 1 và 2 sau đó phát nổ. Vụ nổ giết ngay tức khắc hơn 100 thủy thủ và gần như xé toạc con tàu. Vụ nổ khiến nước tràn vào giúp dập tắc đám cháy trước khi nó kích nổ thêm những đầu đạn khác. Chiếc Boise ngay lập tức chạy chậm lại ra khỏi đội hình và rút khỏi trận chiến. Hai chiếc Kinugasa và Salt Lake City đấu pháo với nhau, chiếc Kinugasa bị hỏng nhẹ trong khi chiếc Salt Lake City bị bắn nổ một lò hơi khiến nó chạy chậm lại.
Vào lúc 00:16 Scott ra lệnh cho các tàu quay 330° trong nỗ lực rượt theo các tàu Nhật Bản đang rút đi. Tuy nhiên hạm đội của Scoot nhanh chóng mất dấu hạm đội của Nhật Bản và tất cả ngừng bắn vào lúc 00:20. Hạm đội của Hoa Kỳ bắt đầu rã ra và Scott ra lệnh cho các tàu quay 205° để rút khỏi trận chiến.

### Kết thúc
Trong khi cuộc hải chiến giữa hai hạm đội của Scott và Gotō diễn ra thì đoàn tàu vận tải của Jojima đã hoàn tất việc bốc dỡ hàng và quay trở về băng qua khu vực phía Nam quần đảo Russell và New Georgia mà không gặp bất kỳ tàu nào trong hạm đội Scott. Mặc dù bị hư hại nặng nhưng chiếc Aoba vẫn có thể đi cùng chiếc Kinugasa rút lên phía Bắc vùng biển New Georgia Sound. Chiếc Furutaka bị hư hại trầm trọng khiến nó bị mất năng lượng vào lúc 00:50 và chìm vào lúc 02:28 cách đảo Savo 19 hải lý (35 km) về phía Tây-Bắc. Chiếc Hatsuyuki chuyển tất cả những người còn sống sót từ chiếc Furutaka lên tàu và tiếp tục rút lên phía Bắc.

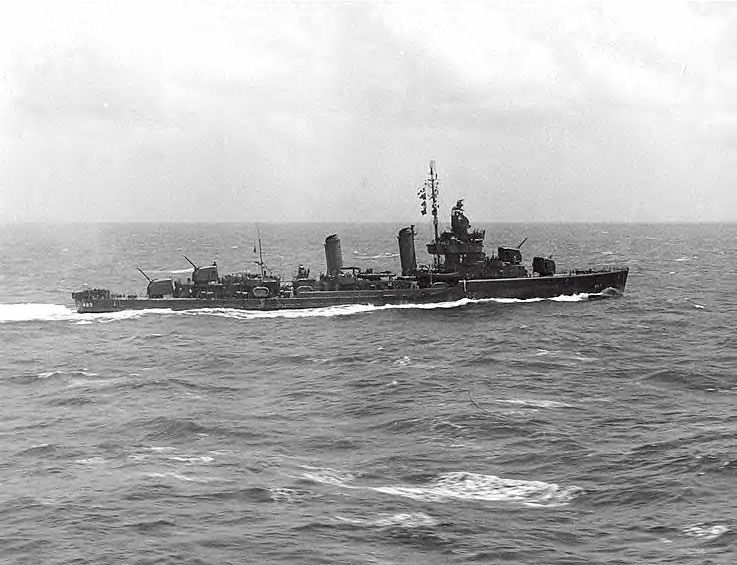
Khu trục hạm Duncan

Chiếc Boise đã dập tắc đám cháy của mình vào khoảng 02:40 và sau đó nhập trở lại vào hạm đội của Scott vào lúc 03:05. Scott đã ra lệnh cho chiếc McCalla tách ra khỏi đội hình và đi tìm chiếc Duncan cò tất cả các tàu còn lại rút lui về Nouméa, hạm đội của Scott đến nơi vào trưa 13 tháng 10. Chiếc Duncan bị cháy dữ dội buộc thủy thủ phải bỏ tàu vào lúc 02:00. Chiếc McCalla tìm thấy chiếc Duncan bị bốc cháy và không còn ai trên tàu vào lúc 03:00, các thủy thủy trên chiếc McCalla đã cố gắng để giữ cho chiếc Duncan không bị chìm. Tuy nhiên đến 12:00 thì các thủy thủ đã từ bỏ hy vọng cứu được chiếc Duncan khi cấu trúc của chiếc Duncan đã hoàn toàn bị thiêu rụi và chiếc tàu đã chìm cách đảo Savo 5,2 hải lý (9,7 km) về phía Bắc. Các thuyền cứu hộ của Hoa Kỳ cũng như chiếc McCalla đã đi tìm những người sống sót trên chiếc Duncan đang nổi rải rác trên biển xung quanh đảo Savo. Theo thống kê thì 195 thủy thủ trên chiếc Duncan sống sót 48 người còn lại thì không. Trong khi cứu hộ các thủy thủ của chiếc Duncan các tàu Hoa Kỳ bắt gặp hơn 100 thủy thủ của chiếc Fubuki cũng đang trôi nổi trong cùng khu vực. Ban đầu các thủy thủy Nhật Bản đã chống lại mọi sự trợ giúp, tuy nhiên ngày sau đó khi họ quá mệt các tàu Hoa Kỳ đã vớt họ lên và bắt làm tù binh.

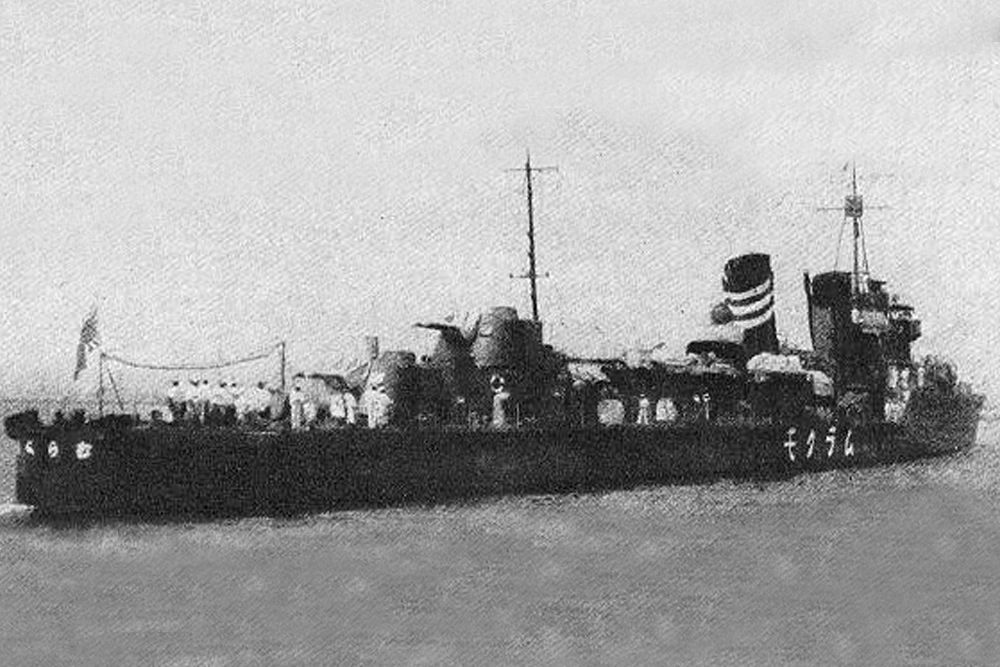
Khu trục hạm Murakumo

Khi Jojima biết được tình hình của hạm đội Gotō, ông đã ra lệnh cho hai khu trục hạm Shirayuki và Murakumo tách khỏi hạm đội và đến hỗ trợ cho chiếc Furutaka còn hai khu trục hạm Asagumo và Natsugumo thì đến hỗ trợ cho chiếc Kinugasa vốn đã dừng lại tại một địa điểm để cảnh giới bảo vệ cho đoàn tàu vận tải của Jojima rút đi trước đó. Vào lúc 07:00, 5 máy bay ném bom bổ nhào Douglas SBD Dauntless xuất phát từ Henderson Field đã tấn công chiếc Kinugasa nhưng không gây ra bất kỳ hư hại nào. Vào lúc 08:20, 11 máy bay ném bom khác đã tìm ra và tấn công hai chiếc Shirayuki và Murakumo tuy tất cả các qua bom đều không trúng đích nhưng làm chiếc Murakumo bị rò rỉ dầu để lại dấu vết để các máy bay lần theo. Ít lâu sau 7 chiếc SBD và 6 máy bay ném ngư lôi Grumman TBF-1 Avenger cùng 14 tiêm kích Grumman F4F-4 Wildcats đã tìm thấy hai khu trục hạm của Nhật Bản cách Guadalcanal 150 hải lý (270 km). Trong đợt không kích này chiếc Murakumo bị một ngư lôi đâm vào phòng máy khiến nó bị mất toàn bộ năng lượng. Trong khi đó hai chiếc Aoba và Hatsuyuki đã về đến cảng của Nhật Bản tại quần đảo Shortland vào lúc 10:00.
Khi vội đến để hỗ trợ cho chiếc Murakumo, hai chiếc Asagumo và Natsugumo đã bị tấn công bởi phi đội Đồng Minh gồm 11 máy bay SBD và TBF hộ tống bởi 12 tiêm kích cơ. Vào lúc 15:45 một quả bom đâm trúng gần như ngay chính giữa chiếc Natsugumo trong khi hai quả khác trật nhưng góp phần gây hư hại cho chiếc Natsugumo. Natsugumo chìm vào lúc 16:27, chiếc Asagumo đã đưa các thủy thủ còn sống lên tàu. Phi đội Đồng Minh cũng đánh trúng thêm vài lần vào chiếc Murakumo khiến nó bốc cháy. Sau khi thủy thủ rời khỏi tàu, thì chiếc Shirayuki đã phóng ngư lôi để đánh đắm chiếc Murakumo và đưa tất cả thủy thủ của chiếc Murakumo lên tàu sau đó đi cùng với những tàu chiến còn lại của Nhật Bản quay về quần đảo Shortland.

## Kết quả và ảnh hưởng
Thuyền trưởng Kijima Kikunori một trong các thành viên chỉ huy của Gotō người đã thay Gotō chỉ huy khi ông bị tử trận và quay về quần đảo Shortland, Kijima đã tuyên bố rằng hạm đội của ông đã đánh chìm hai tuần dương hạm và một khu trục hạm của Hoa Kỳ. Thuyền trưởng của chiếc Furutaka đã buộc trách nhiệm cho việc trinh sát trên không không hỗ trợ kịp thời. Cho dù nhiệm vụ pháo kích của Gotō thất bại thì đoàn tàu vận tải của Jojima vẫn thành công trong việc chuyển hàng hóa, thiết bị quan trọng và quân tiếp viện đến Guadalcanal. Chiếc Aoba lên đường về Kure, Nhật Bản để sửa chữa và hoàn tất quá trình sửa chữa vào ngày 15 tháng 3 năm 1943. Chiếc Kinugasa bị chìm trong trận hải chiến Guadalcanal.
Scott đã tuyên bố rằng hạm đội của ông đã đánh chìm ba tuần dương hạm và bốn khu trục hạm Nhật Bản. Thông tin này được đăng rộng rãi trên các phương tiện truyền thông tại Hoa Kỳ. Chiếc Boise bị hư hại đủ để phải thực hiện chuyến đi đến nhà máy đóng tàu Hải quân Philadelphia để thực hiện việc sửa chữa đã được báo chí gắn cho biệt danh "Chiếc tàu của cả hạm đội" vì trong trận chiến này báo chí chỉ biết được tên con tàu này còn tên những con tàu khác đã bị dấu đi vì lý do an ninh. Chiếc Boise sửa chữa cho đến ngày 20 tháng 3 năm 1943.
Cho dù Hoa Kỳ giành chiến thắng chiến thuật cho trận hải chiến này nhưng nó có rất ít tầm ảnh hưởng đến chiến lược tại Guadalcanal. Chỉ hai ngày sau đó hai chiếc thiết giáp hạm Kongō và Haruna của Nhật Bản đã gần như phá hủy toàn bộ Henderson Field với các đợt pháo kích của mình. Một ngày tiếp theo đó một đoàn tàu vận tải lớn của Nhật Bản đã chuyển thành công 4.500 quân đến đảo. Đoàn tàu tiếp viện này đã giúp hoàn tất việc chuẩn bị cho kế hoạch tấn công ngày 23 tháng 10. Đoàn tàu vận tải Hoa Kỳ thì đến vào ngày 13 tháng 10 được xem là chìa khóa quyết định cho trận chiến vì Henderson Field diễn ra từ ngày 23 đến 26 tháng 10.
Chiến thắng này cũng đã khiến hải quân Hoa Kỳ nhìn nhận lầm về khả năng của Nhật Bản trong các cuộc hải chiến về đêm. Họ đánh giá sai về tầm hoạt động và sức mạnh của các ngư lôi, khả năng nhìn trong đêm của các hoa tiêu, khả năng tác chiến, chỉ huy của các thủy thủ và thuyền trưởng của các tuần dương hạm và khu trục hạm Nhật Bản. Các nhận thức trích ra từ trận chiến đã được mang vào giảng dạy để chuẩn bị cho các trận chiến tiếp theo như pháo hạm của Hoa Kỳ hiệu quả hơn ngư lôi của Nhật Bản là không phù hợp. Kết quả là hai tháng sau hạm đội Hoa Kỳ nhận thất bại nặng nề nhất trong lịch sử của mình tại trận hải chiến Tassafaronga gây ra bởi ngư lôi Nhật Bản. Theo các báo cáo sau này thì chiến thắng của Scott do may mắn nhiều hơn, nó đã làm cho hạm đội của Gotō bất ngờ.